# Новосільська волость
Новосільська волость — адміністративно-територіальна одиниця Ізяславського повіту Волинської губернії з центром у селі Нове Село. 
Наприкінці ХІХ століття до складу волості передано село Мала Медведівка сусідньої Сульжинської волості. 
Станом на 1886 рік складалася з 9 поселень, 10 сільських громад. Населення — 6308 осіб (3110 чоловічої статі та 3198 — жіночої), 824 дворових господарства.
|                     | Площа, десятин | У тому числі орної, десятин |
| ------------------- | -------------- | --------------------------- |
| Сільських громад    | 7161           | 5133                        |
| Приватної власності | 3897           | 2945                        |
| Іншої власності     | 244            | 177                         |
| Загалом             | 11302          | 8255                        |

Поселення волості:
- Нове Село — колишнє власницьке село, 1176 осіб, 193 двори; волосне правління (22 версти від повітового міста); православна церква, школа, постоялий будинок, водяний млин, вітряк.
- Бейзими — колишнє власницьке село при річці Хомора, 560 осіб, 92 двори, православна церква, школа, постоялий будинок.
- Великі Пузирки — колишнє власницьке село, 903 особи, 130 дворів, православна церква, школа, постоялий будинок, 2 вітряки.
- Даньківці — колишнє власницьке село при річці Хомора, 291 особа, 39 дворів, православна церква, школа, постоялий будинок.
- Ліщанка — колишнє власницьке село при річці Хомора, 886 осіб, 105 дворів, православна церква, школа.
- Свириди — колишнє власницьке село, 485 осіб, 77 дворів, школа, постоялий будинок.
- Улашанівка — колишнє власницьке село, 399 осіб, 55 дворів, православна церква, школа, постоялий будинок.